# Kim Dzsedzsung
Kim Dzsedzsung (koreaiul: 김재중; színpadi nevén: Hero Jaejoong, 영웅재중, Jongung Dzsedzsung; Kongdzsu, 1986. január 26.) dél-koreai énekes, dalszerző, színész és modell. Az S.M. Entertainment fedezte fel egy meghallgatáson, még tinédzserkorában. 2003-tól 2009-ig a TVXQ együttes tagja volt, akikkel négy koreai és négy japán nyelvű nagylemezt és számos kislemezt adott ki. 2010-ben Pak Jucshonnal és Kim Dzsunszuval pert indított a kiadója ellen és saját együttest alapított JYJ néven. 2013 januárjában I címmel szólólemezt jelentetett meg.
Több filmben és televíziós sorozatban szerepelt, mint például a Protect the Boss, a Time Slip Dr. Jin, a The Jackal is Coming vagy a japán Szunao ni narenakute (素直になれなくて; Hepburn: Sunao ni Narenakute). A TVXQ és a JYJ lemezein dalszerző-szövegíróként is közreműködött. 2011 óta koncertrendezőként is dolgozik együttesében, illetve egy ritmikusgimnasztika-gálaműsort is rendezett Koreában. Ázsia egyik legszebb férfijaként tartják számon.

## Élete és pályafutása

### Korai évei
Han Dzsedzsun néven született, négyéves volt, amikor édesanyja örökbe adta, a válása utáni nehéz anyagi körülményeire hivatkozva. Ezután lett a neve Kim Dzsedzsung, felvéve nevelőszülei vezetéknevét. Miután eldöntötte, hogy énekes lesz, tinikorában Szöulba költözött, ahol az iskola mellett diákmunkákat végzett, hogy ki tudja fizetni az albérletet, például rágógumit árult egy étteremben és statiszta volt a Harcosok szövetsége (Thegukki) (2004) című háborús filmben. A középiskolai tanulmányait nem fejezte be. Saját bevallása szerint nyolcadikos koráig botfülű volt és gyakran csúfolták az iskolatársai, mert rosszul énekelt. Rengeteg gyakorlással, autodidakta módon tanult énekelni.

### 2003–2009: TVXQ

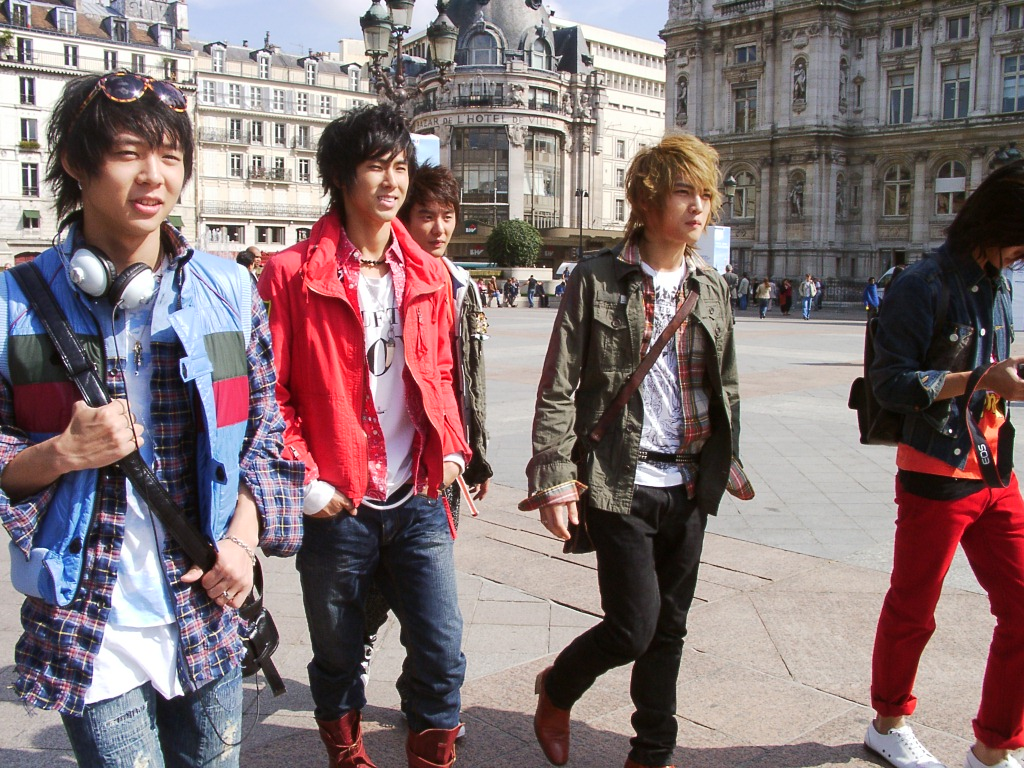
Kim Dzsedzsung (jobbról a második) 2007-ben a TVXQ-val Párizsban

Kim gyerekkora óta énekes akart lenni, álma akkor vált valóra, amikor Csong Junhóval és Sim Cshangminnel megnyerte az S.M. Entertainment által szervezett SM Youth Best Contest versenyt. A három fiúhoz a televíziós tehetségkutatón felfedezett Kim Dzsunszut és az Amerikában válogatót nyert Pak Jucshont választotta a kiadó a TVXQ együtteshez, ahol Kim a vezérvokál szerepét töltötte be.
A TVXQ 2003-ban debütált, első albumuk, a Tri-Angle 2004 nyolcadik legsikeresebb lemeze volt több mint 242 000 eladott példánnyal. Kim Dzsedzsung az együttessel négy koreai és négy japán nagylemezt, valamint számos kislemezt adott ki. Csapattársaival az SBS csatorna Banjun Theatre című hétrészes sorozatában, valamint az együttes saját, négyrészes tévésorozatában, a Vacation-ben szerepelt.
Az együttes Koreán kívül is rendkívül népszerű volt, Japánban az első külföldi fiúegyüttes volt, akiknek sikerült az Oricon slágerlistáján első helyet szerezniük és a TVXQ volt az első külföldi előadó, akinek nyolc kislemeze vezette a japán slágerlistákat.
Dzsedzsung 2006-ban az A Millionaire's First Love című koreai film betétdalát énekelte Insza (인사) címmel. 2007-ben az ugyancsak az S.M. Entertainmenttel szerződésben álló The Grace együttes japán nyelvű kislemezén megjelenő Just For One Day című dalban működött közre. A Trick Project keretében japán nyelvű szólódala is megjelent, Maze címmel. Együttese Bolero/Kiss the Baby Sky/Wasurenaide című huszonötödik japán kislemezére Vaszurenaide (忘れないで; Hepburn: Wasurenaide, ’Don't Forget’) címmel írt dalt. A dal a Secret Code című nagylemezükön is megjelent, amin Kim másik két szerzeménye, a 9095 és a 9096 is szerepelt. A Vaszurenaidét Japánban egy kozmetikum-reklámban is felhasználták. Pak Jucshonnal közösen írta a Kiss sita mama, szajonara (Kissしたまま、さよなら; Hepburn: Kiss Shita Mama, Sayonara, ’As We Kiss, Goodbye’) című dalt, ami a T című albumon kapott helyet. 2009-ben ugyancsak Jucshonnal közösen adta ki a Colors (Melody and Harmony)/Shelter című kislemezt, ami a Hello Kitty 35. születésnapjának hivatalos dala volt.

### 2010–: JYJ és szólókarrier
- In HeavenKim Dzsedzsung saját szerzeménye az In Heaven albumról, részlet az ő vezérvokáljából (0:21–0:25 között Pak Jucshon hangja hallatszik).

Nem tudod lejátszani a fájlt?

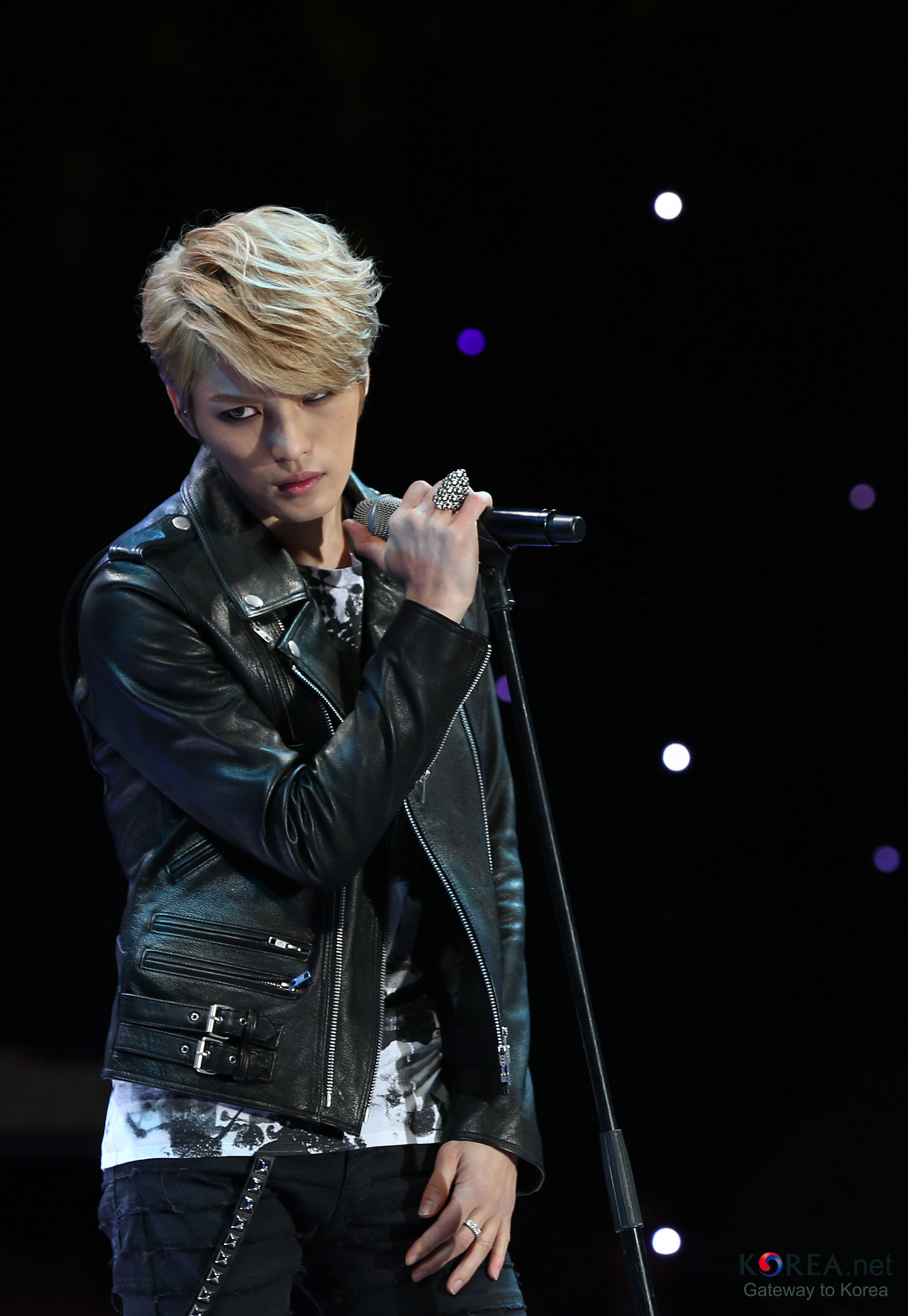
Kim Dzsedzsung 2013-ban

2009-ben Kim Dzsedzsung, Kim Dzsunszu és Pak Jucshon beperelték a kiadójukat az igazságtalannak tartott szerződésük miatt és kiváltak az együttesből, létrehozva a JYJ-t. 2010 szeptemberében a JYJ megjelentette The... című lemezét, ami első helyen debütált az Oricon slágerlistáján. Októberben az együttes angol nyelvű nagylemezt is kiadott The Beginning címmel, melyen Kanye West is közreműködött. A felvételek idején Kim még nem beszélt folyékonyan angolul.
2011 januárjában együttesével koreai nyelvű középlemezt adott ki Their Rooms címmel, melyre három dalt írt, Ppiero (삐에로), Nine és I.D.S. címmel.
Áprilisban Dzsedzsung a JYJ-vel turnézott Ázsiában és Észak-Amerikában. A turnét később Európára és Dél-Amerikára is kiterjesztették. Dzsedzsung a turné ázsiai részén rendezői minőségben is részt vett, júniusban pedig az LG Whisen Rhythmic All Star 2011 gálaműsor színpadi rendezője volt.
Szeptemberben a JYJ újabb koreai nyelvű albumot adott ki In Heaven címmel, 350 000 darabot adtak el belőle és a lemez a Kaon slágerlistáját is vezette. Az albumra Dzsedzsung két új dalt komponált, In Heaven és Get Out címmel, utóbbit Pak Jucshonnal közösen. Az In Heavent Kim Pak Jongha színész barátja emlékére írta, aki néhány hónappal korábban öngyilkosságot követett el.
Dzsedzsung számos filmbetétdalt énekelt, 2009-ben a Heaven’s Postman filmjének Szaranga (사랑아, „Szerelem”) című dalát, majd a Noegen ibjol naegen kidarim (너에겐 이별 나에겐 기다림, „Számodra elválás, számomra várakozás”) és a Cshadzsattda (찾았다, „Megtaláltalak”)  című dalokat Jucshon Sungkyunkwan Scandal című sorozatához, utóbbi dalt együttesével közösen vette fel. Két saját sorozatához is énekelt fel betétdalt, a Protect the Bosshoz I'll Protect You címmel, mely vezette a Hanteo slágerlistáját, valamint a Time Slip Dr. Jin című sorozatához a Living Like a Dream dalt; mindkettőnek maga írta a dalszövegét.
2012-ben csapattársa, Kim Dzsunszu Tarantallegra című szólólemezére No Gain címmel komponált dalt, majd az újonc énekes Pek Szunghon debütáló Until The Sun Rises című dalának dalszövegét írta, valamint a Hongkongban forgatott videóklipben is szerepelt.
2012 decemberében ügynöksége bejelentette, hogy Kim 2013. január 17-én I címmel rockalbumot jelentet meg, melynek egyik producere Kim Bada, a Sinawe együttes énekese. A lemezen Dzsedzsung dalszövegíróként is közreműködik, valamint a The Jackal is Coming című filmje betétdalai is hallhatóak rajta. A lemez megjelenését január 26-án és 27-én két koncert követte. A koncertekre mind a 16 000 jegyet percek alatt eladták, a minialbum pedig előrendelési rekordot döntött Japánban. A koreai koncertek után Kim ázsiai turnéra indult, melynek első állomása Thaiföld volt, ezt Sanghaj és Hongkong követte.
2013. október 29-én jelent meg WWW című első nagylemeze, melyről október 15-én Sunny Day címmel kislemezt jelentetett meg, a dal duett I Szanggonnal a Noel együttesből. Katonai szolgálatának megkezdése után, távollétében jelent meg No.X című lemeze 2016 februárjában, mely 85 000 eladott példánnyal az év első félévének 9. legsikeresebb nagylemeze volt.
2020. január 14-én jelent meg Love Ballad című középlemeze, melyet egy ázsiai turné követett. 
Ősszel a Noblesse című animesorozat nyitódalát énekelte fel, melyet Hyde írt.

### Színészet

Kim Dzsedzsung a Time Slip Dr. Jin című kosztümös sorozatban

Kim a szétválást követően kezdett érdeklődni a színészet iránt, 2009 végén szerepet kapott a Heaven’s Postman című koreai-japán koprodukciós tévéfilmben, ahol egy kómában fekvő iparmágnás fiatalembert játszott, aki testéből kilépve olyan emberek leveleit juttatja el a túlvilágra, akiknek meghaltak a szerettei. Kezdő színészi alakítását esetlennek ítélte a szakma, azonban „képregénybe illő megjelenését és különleges színészi auráját elismerték.” A szerepet azért kapta meg, mert a film híres forgatókönyvírója, Kitagava Eriko bevallottan a rajongója és „a forgatókönyv írásakor Dzsedzsungot képzelte el főszereplőként. Nem érdekelte, tud-e játszani vagy sem.”
Ezt követően a Szunao ni narenakute című japán sorozatban, majd a Protect the Boss című koreai sorozatban játszott. Utóbbiban egy koreai csebol konglomerátum egyik igazgatóját alakította, aki unokatestvérével verseng a cég vezérigazgatói posztjáért és a főszereplőnő, egy titkárnő figyelméért. Alakítása a szakma elismerését is kiváltotta, a Szöuli Művészeti Főiskola igazgatója dicsérte a színész szemeinek kifejező erejét és a beszédstílusát. A forgatáskor színészkollégái és a stáb tagjai nagyra értékelték „munkaerkölcsét és szerénységét”.
2012-ben a Time Slip Dr. Jin című történelmi doramában egy Csoszon-korabeli katonatisztet alakított, aki egy magas rangú miniszter törvényen kívüli fiaként született. „Változatos arcjátékát”, érzelmi kifejezőképességét a szakma és a kritikusok is pozitívan fogadták. A sorozat kapcsán Kim egy rekordot is magáénak tudhat, rajongói 23,68 tonna rizst adományoztak a Dr. Jin sajtókonferenciájára, ami a legnagyobb mennyiség a rizsadományok történetében. Ugyanebben az évben forgatta első koreai mozifilmjét The Jackal is Coming címmel, melyben egy kifelé kedves és szerény, a kulisszák mögött azonban kiállhatatlan popsztárt személyesít meg, akit elrabol a Szong Dzsihjo alakította ügyetlen bérgyilkos. A vígjátékot Koreán kívül hat ázsiai országban is bemutatták.
2014 tavaszán Kim a Triangle című televíziós sorozatot kezdte forgatni, melynek sajtókonferenciáján bejelentette, hogy az év második felében bevonul katonának, ezt azonban elhalasztották és 2015-ben még leforgatta a Spy című televíziós sorozatot.
2017-ben a Manhole című fantasy televíziós sorozattal tért vissza a képernyőre, melyben egy időutazót alakított.

## Magánélete

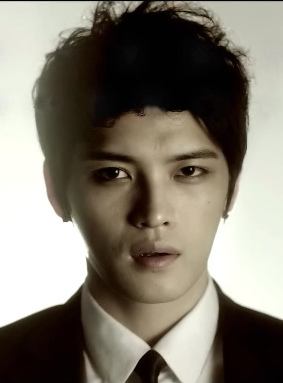
Kim Dzsedzsung egy reklámfilmben, 2011-ben

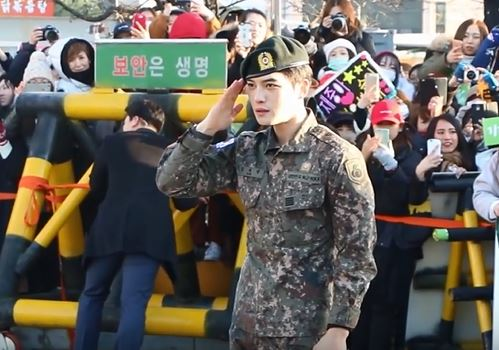
Kim a leszerelése napján

Örökbefogadó családjából nyolc nővére van, biológiai édesanyja második házasságából egy húga. Egy évig egy lakásban élt Kim Hjondzsunggal, az SS501 együttes énekesével. Egyedül él, egy macskája van, Csidzsi (지지), a hobbijai közé tartozik a képregényolvasás és a főzés, gyakran főz együttese számára is.
Adoptálásáról egészen 2004-ig nem tudott, édesanyjával ekkor találkozott először az örökbe adás óta. 2006-ban jutott a média tudomására, amikor Dzsedzsung biológiai apja pert indított a nevelőszülők ellen a felügyeleti jogért. A férfi azt állította, hogy volt felesége nem értesítette arról, hogy örökbe adta a gyermeküket. Végül az apa visszavonta a keresetet. Dzsedzsung nyilatkozatot tett közzé, miszerint nem kívánja megváltoztatni a nevét, és továbbra is Kim Dzsedzsung akar maradni.
Az énekesnek összesen kilenc tetoválása van, a mellkasán lévő Always Keep the Faith felirat emlékezteti arra, hogy „ha mindent elvesztek, amim van, akkor is meg kell tartanom a hitem.” Még a TVXQ-korszakban tetováltatta együttese nevét a hátára, ami alá 2010-ben, a szétváláskor a SOULMATE („lelkitárs”) szó első fele került, a szó másik fele Pak Jucshon hátán található, ugyancsak egy TVXQ tetoválás alatt. Ugyanebben az évben Kim JYJ-beli két csapattársa, Jucshon és Kim Dzsunszu nevét tetováltatta a derekára.
Az egyik legszebb ázsiai férfinak tartják, a Protect the Boss című sorozatban sminkkel próbáltak meg „tompítani” a megjelenésén. A kínai 2011 Teen Choice: Asia’s Most Handsome Star szavazáson Ázsia legszebb férfijának választották, a kínai Easy magazin szerint azért, mert „olyan szép, hogy az már bűn”.
Coffee Cojjee és J Holic néven saját kávéházai vannak Szöulban, valamint Pak Jucshonnal közösen a Bum's Story japán étterem tulajdonosa. 2017-ben Tokióban nyitott áruházat Kave Mall néven, majd Oszakában Cafe Kave néven kávézót, ezek azonban a Covid19-pandémia alatt bezártak.
2015. március 31-én kezdte meg sorkatonai szolgálatát és 2016. december 30-án szerelt le.

### Incidensek
2005-ben a Rising Sun című TVXQ-dal tánclépéseinek próbája közben megsértette a térdízületét, ami miatt kórházba kellett szállítani és megoperálni.
2006 áprilisában egy szállodából hazafelé tartva megállították a rendőrök, az énekes vérének alkoholtartalma 0,071% volt, ami miatt 100 napra elvették a jogosítványát. A kiadója egy időre felfüggesztette a TVXQ-beli tevékenységét.
2012-ben Kimet azzal vádolták meg, hogy még 2009-ben felpofozott (más riportok szerint „ellökött”) egy zaklató szaszengrajongót. Az együttes sajtótájékoztatón kért bocsánatot, hangsúlyozva, hogy a szaszengek erőszakos viselkedése nagy nyomást gyakorol rájuk érzelmileg és idegileg.

## Diszkográfia

### Stúdióalbumok
| WWW                                                               | - Kiadás dátuma: 2013. október 29. - Újrakiadott album: Removing My Makeup (화장을 지우다), 2014. január 20. - Kiadó: C-JeS Entertainment - Formátum: CD, digitális letöltés | 1 | 4 | — | - KOR: 182 940 - JPN: 18 828 |
| No.X                                                              | - Kiadás dátuma: 2016. február 12. - Kiadó: C-JeS Entertainment - Formátum: CD, digitális letöltés                                                                           | 1 | 8 | 3 | - KOR: 85 420 - JPN: 19 930  |
| Japán                                                             | |   |   |   |                              |
| Flawless Love                                                     | - Kiadás dátuma: 2019. április 10. - Kiadó: First JB Music - Formátum: CD, digitális letöltés                                                                                | — | 1 | — |                              |
| Love Covers                                                       | - Kiadás dátuma: 2019. szeptember 25. - Kiadó: First JB Music - Formátum: CD, digitális letöltés                                                                             | — | 1 | — | - JPN: 63 396                |
| Love Covers II                                                    | - Kiadás dátuma: 2020. július 29. - Kiadó: First JB Music - Formátum: CD, digitális letöltés                                                                                 | — | 1 | — | - JPN: 48 082                |
| "—" nem került fel a slágerlistára vagy nem jelent meg a régióban | |   |   |   |                              |

### EP-k
| Cím                            | Adatok | Legmagasabb helyezések | Legmagasabb helyezések | Legmagasabb helyezések | Eladási adatok               |
| Cím                            | Adatok | KOR                    | JPN                    | US World               | Eladási adatok               |
| Koreai                         | Koreai | Koreai                 | Koreai                 | Koreai                 | Koreai                       |
| ------------------------------ | --- | ---------------------- | ---------------------- | ---------------------- | ---------------------------- |
| I                              | - Kiadás dátuma: 2013. január 17. - Újrakiadott verzió: Y, 26, 2013. február 26. - Kiadó: C-JeS Entertainment - Formátum: CD, digitális letöltés | 1                      | 8                      | 2                      | - KOR: 210 074 - JPN: 31 753 |
| Ayo / Love Song (Singing Love) | - Kiadás dátuma: 2020. január 27. - Kiadó: C-JeS Entertainment - Formátum: CD, digitális letöltés                                                | 1                      | 9                      | —                      | - KOR: 107 437 - JPN: 8965   |

### Kislemezek
| Cím                                    | Év     | Legmagasabb helyezések | Legmagasabb helyezések | Legmagasabb helyezések | Eladási adatok | Elismerések        | Album  |
| Cím                                    | Év     | KOR                    | JPN                    | JPN 100                | Eladási adatok | Elismerések        | Album  |
| Koreai                                 | Koreai | Koreai                 | Koreai                 | Koreai                 | Koreai         | Koreai             | Koreai |
| -------------------------------------- | ------ | ---------------------- | ---------------------- | ---------------------- | -------------- | ------------------ | ------ |
| Mine                                   | 2013   | 8                      | —                      | —                      | - KOR: 115 692 |                    | I      |
| Japán                                  |        |                        |                        |                        |                |                    |        |
| Sign / Your Love                       | 2018   | —                      | 2                      | 2                      | - JPN: 100 000 | - RIAJ: aranylemez | —      |
| Defiance                               | 2018   | —                      | 3                      | 48                     | - JPN: 116 000 | - RIAJ: aranylemez | —      |
| Brava!! Brava!! Brava!! / Ray of Light | 2020   | —                      | 1                      | —                      | - JPN: 45 820  |                    | —      |
| Breaking Dawn                          | 2021   | —                      | 1                      | —                      | JPN: 41 487    |                    |        |

### Filmzene
| Év   | Dal                                                                                           | Album                                          |
| ---- | --------------------------------------------------------------------------------------------- | ---------------------------------------------- |
| 2006 | Insza (인사, Insa)                                                                            | A Millionaire's First Love OST                 |
| 2009 | Szarang (사랑아, Sarang)                                                                      | Heaven’s Postman OST                           |
| 2010 | To You It's Goodbye, To Me It's Waiting                                                       | Sungkyunkwan Scandal OST                       |
| 2011 | Csikhjodzsulke (지켜줄게, Jikyeojulke)                                                        | Protect the Boss OST                           |
| 2012 | Szarado kkumin kotcshorom (살아도 꿈인 것처럼, Sarado kkumin geotcheoreom)                    | Dr. Jin OST                                    |
| 2012 | Stay                                                                                          | The Jackal is Coming OST                       |
| 2014 | Sirodo (싫어도, Sireodo)                                                                      | Triangle OST                                   |
| 2014 | Ujon (우연, Uyeon)                                                                            | Triangle OST                                   |
| 2020 | Breaking Dawn                                                                                 | Noblesse anime OST                             |
| 2020 | Uriga szarangheja hanun kottul (우리가 사랑해야 하는 것들, Uriga saranghaeya haneun geotdeul) | Szaszenghval (Sasaenghwal) (Personal Life) OST |

### Dalszerzőként
| Album                                                   | Dal | Nyelv  | Közreműködés                                              |
| ------------------------------------------------------- | --- | ------ | --------------------------------------------------------- |
| TVXQ: Mirotic                                           | 사랑아 울지마 (Szaranga uldzsima; Don't Cry My Lover)                                                         | koreai | zeneszerző, szövegíró                                     |
| TVXQ: T                                                 | Kiss したまま、さよなら (Kiss sita mama szajonara)                                                            | japán  | társzeneszerző Pak Jucshonnal                             |
| TVXQ: The Secret Code                                   | 忘れないで (Vaszurenaide; Don’t Forget)                                                                       | japán  | zeneszerző, szövegíró                                     |
| TVXQ: The Secret Code                                   | 9095 | japán  | zeneszerző, dalszövegíró, zenei rendezés, összes hangszer |
| TVXQ: The Secret Code                                   | 9096 | japán  | zeneszerző, dalszövegíró, zenei rendezés, összes hangszer |
| Jaejoong & Yoochun: Colors (Melody and Harmony)/Shelter | Colors~Melody and Harmony~                                                                                    | japán  | zeneszerző, zenei rendező                                 |
| Jaejoong & Yoochun: Colors (Melody and Harmony)/Shelter | Shelter | japán  | zeneszerző, zenei rendező, programozás                    |
| JYJ: The Beginning                                      | Still in Love                                                                                                 | angol  | zeneszerző                                                |
| JYJ: Their Rooms                                        | Nine | koreai | zeneszerző, dalszövegíró, zenei rendezés                  |
| JYJ: Their Rooms                                        | Pierrot | koreai | zeneszerző, dalszövegíró, zenei rendezés                  |
| JYJ: Their Rooms                                        | I.D.S. | koreai | zeneszerző, dalszövegíró                                  |
| JYJ: In Heaven                                          | Boy’s Letter                                                                                                  | koreai | dalszövegíró                                              |
| JYJ: In Heaven                                          | Get Out | koreai | zeneszerző, dalszövegíró, zenei rendezés                  |
| JYJ: In Heaven                                          | In Heaven | koreai | zeneszerző, dalszövegíró                                  |
| XIA: Tarantallegra                                      | No Gain | koreai | zeneszerző, dalszövegíró                                  |
| Protect the Boss OST                                    | I'll Protect You                                                                                              | koreai | dalszövegíró                                              |
| Time Slip Dr. Jin OST                                   | Living Like a Dream                                                                                           | koreai | dalszövegíró                                              |
| Pek Szunghon: Until The Sun Rises (kislemez)            | Until The Sun Rises                                                                                           | koreai | dalszövegíró                                              |
| The Jackal is Coming OST                                | Stay | koreai | dalszövegíró                                              |
| I                                                       | One Kiss | koreai | dalszövegíró                                              |
| I                                                       | Mine | koreai | dalszövegíró                                              |
| I                                                       | 나만의 위로 (Namani viro)                                                                                     | koreai | dalszövegíró, zeneszerző                                  |
| I                                                       | All Alone | koreai | dalszövegíró, társzeneszerző                              |
| Y                                                       | Kiss B | koreai | társ-dalszövegíró, társzeneszerző                         |
| Y                                                       | Only Love | koreai | társ-dalszövegíró, társzeneszerző                         |
| M.Pire: New Born                                        | On My Mind | koreai | dalszövegíró, zeneszerző                                  |
| WWW                                                     | 빛 (Light) | koreai | dalszövegíró, zeneszerző                                  |
| WWW                                                     | Don't Walk Away                                                                                               | koreai | dalszövegíró, társzeneszerző                              |
| WWW                                                     | Just Another Girl                                                                                             | koreai | társ-dalszövegíró, társzeneszerző                         |
| WWW                                                     | Butterfly | koreai | dalszövegíró                                              |
| WWW                                                     | Rotten Love                                                                                                   | koreai | dalszövegíró, társzeneszerző                              |
| WWW                                                     | Let the Rhythm Flow                                                                                           | koreai | dalszövegíró                                              |
| WWW                                                     | 그랬지 (It is)                                                                                                | koreai | dalszövegíró, zeneszerző                                  |
| WWW                                                     | 9+1# | koreai | dalszövegíró, zeneszerző                                  |
| WWW                                                     | Modern Beat                                                                                                   | koreai | társ-dalszövegíró                                         |
| WWW                                                     | Paradise | koreai | dalszövegíró, társzeneszerző                              |
| JYJ: Just Us                                            | Let Me See | koreai | dalszövegíró                                              |
| JYJ: Just Us                                            | Baboboy | koreai | dalszövegíró                                              |
| JYJ: Just Us                                            | Dear J | koreai | dalszövegíró                                              |
| JYJ: Just Us                                            | Creation | koreai | dalszövegíró                                              |
| No.X                                                    | Love You To Death                                                                                             | koreai | dalszövegíró                                              |
| No.X                                                    | Good Luck | koreai | társzeneszerző; dalszövegíró                              |
| No.X                                                    | 원망해요 (Vonmanghejo (Wonmanghaeyo)                                                                          | koreai | társzeneszerző; dalszövegíró                              |
| No.X                                                    | Breathing | koreai | dalszövegíró                                              |
| No.X                                                    | All That Glitters                                                                                             | koreai | dalszövegíró                                              |
| No.X                                                    | 다시 만나지만 다시 만나겠지만 (Tasi mannadzsiman tasi mannagettcsiman (Dashi Mannajiman Dashi Mannagettjiman) | koreai | dalszövegíró                                              |
| No.X                                                    | 그거 알아? (Kugo ara? (Geugeo Ara?)                                                                           | koreai | dalszövegíró                                              |
| No.X                                                    | Run Away | koreai | dalszövegíró                                              |

## Filmográfia

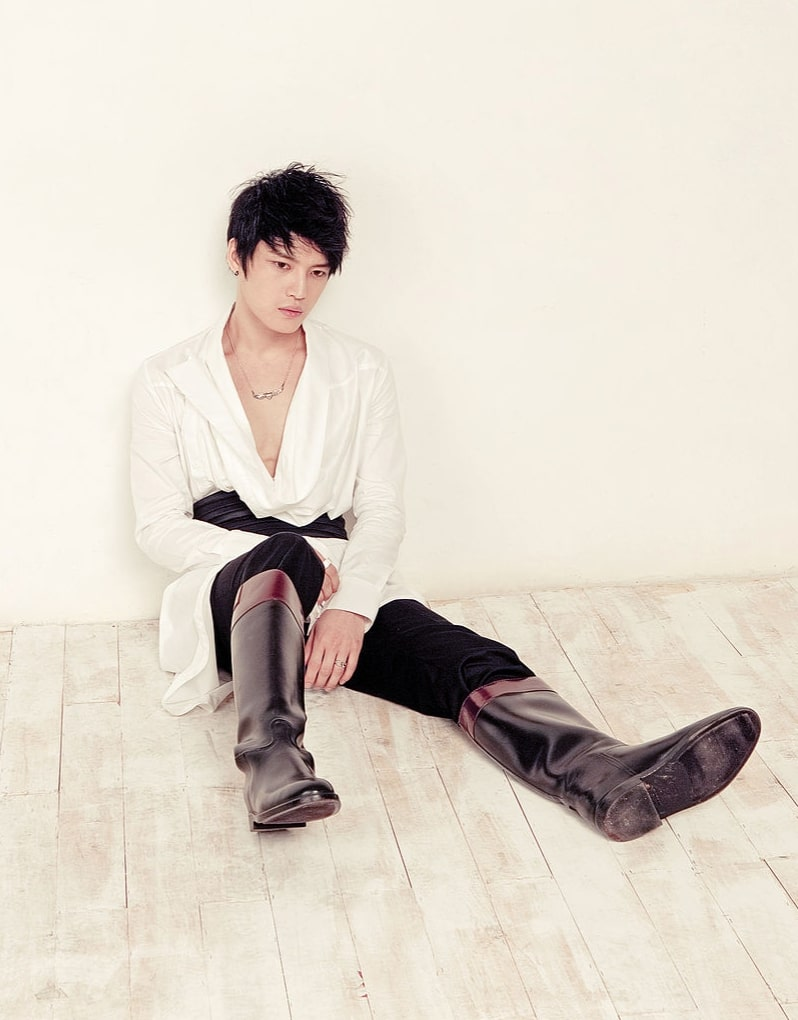
Kim Dzsedzsung 2011-ben

### Televíziós sorozatok
| Év   | Cím                                     | Szerep                       |
| ---- | --------------------------------------- | ---------------------------- |
| 2005 | Banjun Theater                          | önmaga                       |
| 2006 | Vacation                                | önmaga                       |
| 2010 | Szunao ni narenakute (素直になれなくて) | „Doktor”                     |
| 2011 | Protect the Boss                        | Csha Muvon                   |
| 2012 | Time Slip Dr. Jin                       | Kim Ghjongthak               |
| 2014 | Triangle                                | Csang Dongcshol / Ho Jongdal |
| 2015 | Spy                                     | Kim Szonu ( Kim Seon-woo)    |
| 2017 | Manhole                                 | Pongphil (Bong Pil)          |

### Filmek
| Év   | Cím                                   | Szerep                   |
| ---- | ------------------------------------- | ------------------------ |
| 2004 | Thegukki hünallimjo (태극기 휘날리며) | katona                   |
| 2009 | Heaven’s Postman                      | Sin Dzsedzsun            |
| 2012 | The Jackal is Coming                  | 최현 Cshö Hjon, popsztár |
| 2013 | The Zoo is Alive 2 (MBC)              | narrátor                 |

### Videóklipek
| Év   | Dal                 | Előadó          |
| ---- | ------------------- | --------------- |
| 2009 | Call Me             | Taegoon         |
| 2010 | Blossom             | Hamaszaki Ajumi |
| 2012 | Until the Sun Rises | Pek Szunghon    |

## Díjak és elismerések
- 2. SM Best Competition
  - Legjobb megjelenés[7]
- 14. Nikkan Sports Drama Grand Prix
  - Legjobb mellékszereplő a tavaszi szezonban (Szunao ni narenakute)[124]
- Oricon Spring Drama ☆ AWARD 2010 
  - Legérdekesebb színész (Szunao ni narenakute)[7]
- 27. Best Jeans Award 
  - Best Male Jeanist 3. hely[125]
- Shorty Awards Celebrity
  - Az év legjobb Twitter-híressége[126]
- 2011 SBS Drama Awards
  - Új sztár (Protect the Boss)[127]
- 2012 Shorty Awards 
  - Vox Populi híresség[128]
- 2012 MBC Drama Awards
  - Férfi újonc[129]
- 2013: Seoul International Drama Awards
  - legjobb sorozat-betétdal (Living Like A Dream)[130]
- 2014 Korea Drama Awards
  - Legjobb férfi színész (Triangle)[131]